# Adam Kolker
 Adam Kolker (* 12. Dezember 1958 in Manhattan, New York City) ist ein US-amerikanischer Jazzmusiker (Holzblasinstrumente, Komposition).

## Leben und Wirken
Kolker wuchs in Philadelphia auf und erwarb den Bachelor an der University of Miami, den Master of Arts am New England Conservatory of Music in Boston. Dort war er seit 1984 Mitglied der zwölfköpfigen Formation Orange Then Blue, an deren Alben er bis 1989 beteiligt war. Daneben arbeitete er in verschiedenen Broadway-Tournee-Orchestern, bevor er 1989 nach New York kam und Mitglied in Ray Barrettos Band wurde, der er bis 2002 angehörte. Er war auch an Barrettos Alben My Summertime (1995) und Contact! (1997) für Blue Note beteiligt.
In den folgenden Jahren arbeitete er außerdem mit Gunther Schuller, dem Vanguard Jazz Orchestra, Maria Schneider, Kenny Wheeler, Bruce Barth, Rick Margitza, Luciana Souza, Judi Silvano, David Berkman, John Hébert, Peter Herborn, Billy Hart, Allan Chase, Bobby Previte, Bruce Saunders, Frank Carlberg, Matt Haimovitz, Marc Cohn, Lucia Pulido und Mike Holober (Hiding Out, 2019). Unter eigenem Namen legte Kolker 1999 das Album Crazy Bird (Challenge/A Records), an dem Tim Hagans, Kevin Hays, Jeff Ballard und Doug Weiss mitwirkten. In den 2000er-Jahren folgten die Produktionen Meditaciones (Satchmo, mit Xavi Maureta), Sultanic Verses und Flag Day mit John Abercrombie und Paul Motian. Von 1999 bis 2007 lehrte er zudem an der University of Massachusetts. Im Bereich des Jazz war er zwischen 1985 und 2014 an 54 Aufnahmesessions beteiligt, u. a. in späteren Jahren auch mit Cecilia Coleman, Marty Ehrlich und Rob Garcia. Er wirkte u. a. bei Jeong Lim Yangs Debütalbum Deja Vu (2017) und David Berkmans Album Six of One (2018) mit.

## Diskographische Hinweise
- Sultanic Verses (Satchmo, 2001), mit Bruce Barth, John Hébert, Billy Hart, Ray Barretto
- Flag Day (Sunnyside, 2007), mit John Abercrombie (g) John Hebert (b) Paul Motian (d)
- Reflections (Sunnyside, 2010), mit Russ Lossing, John Abercrombie, John Hébert, Billy Mintz, Judi Silvano, Kay Matsukawa
- Scott Wendholt/Adam Kolker: Andthem (Fresh Sound New Talent, 2011), mit Ugonna Okegwo, Victor Lewis
- Adam Kolker, Russ Lossing & John Hébert: Change of Time (OmniTone Records, 2018)
- Lost (Sunnyside, 2020), mit Bruce Barth, Ugonna Okegwo, Billy Hart